# Ecotoxicitat
L'ecotoxicitat és un concepte que uneix els de l'ecologia i la toxicologia per a fer referència a l'objecte d'estudi de l'ecotoxicologia, que són els agents biològics, químics o físics que afecten part o la totalitat d'ecosistemes. Inclou els aspectes sanitaris i els ecològics. Pot ser a causa de l'acció de l'ésser humà (causes antropogèniques) o bé ocórrer a la natura amb una tal densitat, concentració o quantitat prou alta com per a afectar la bioquímica o fisiologia natural, el comportament i les interaccions dels organismes vius que hi habiten.